# Nelia ochreivittatus
Nelia ochreivittatus är en fjärilsart som beskrevs av Butler 1881. Nelia ochreivittatus ingår i släktet Nelia och familjen praktfjärilar. Inga underarter finns listade i Catalogue of Life.